# Eccoptocarpha
Eccoptocarpha là một chi thực vật có hoa trong họ Hòa thảo (Poaceae).

## Loài
Chi Eccoptocarpha gồm các loài: